# Russi (Italia)
Russi (Ròss in romagnolo) è un comune italiano di 12 246 abitanti della provincia di Ravenna in Emilia-Romagna. 

## Geografia fisica
Dista 17 km da Ravenna, 17 km da Faenza, 20 km da Forlì, 40 km da Cesena.

## Storia

### Antichità
L'area di Russi vanta una storia bimillenaria, come attesta l'area archeologica della Villa Romana del II secolo d.C. La ricerca archeologica mostra come la zona fosse interessata da coltivazioni di tipo intensivo.
Dopo le invasioni barbariche il territorio fu progressivamente abbandonato. La mancanza del lavoro di regimentazione idraulica dell'uomo causò il ritorno degli acquitrini e delle paludi.

### Medioevo ed età moderna
Fin dall'Alto Medioevo faentini e ravennati si contesero il territorio di Russi, al centro di una fertile pianura. I ravennati, per difendersi dalle aggressioni faentine, costruirono i presidi militari di Raffanara (Raffanaria, a guardia del fiume Lamone), e di Cortina.
Nel 1234, durante una delle frequenti battaglie fra le due città, i faentini espugnarono le due roccaforti lasciando così i ravennati senza difesa. Successivamente sorse un centro, necessariamente un castrum, cioè un centro fortificato. Russi nacque così nel 1371 per volere di Guido da Polenta (sesto dei Signori della casata ravennate), che visse nel castello fino al 1377. Il casato Da Polenta e quello dei faentini Manfredi si disputarono lungamente il controllo dello strategico castrum russiano.
I primi tre decenni del XVI secolo causarono grandi sofferenze alla popolazione; il castello subì infatti diversi assedi: prima da parte delle truppe del Borgia, poi dalle forze della Lega di Cambrai, infine il tremendo eccidio del 3-4 aprile del 1512 da parte di Gastone di Foix. Ad accrescere le sventure, nel 1527 passarono per il territorio russiano le truppe di Carlo di Borbone dirette a Roma, che occuparono il castello, poi si abbandonarono a saccheggi ed uccisioni.
Dopo varie vicende, Russi nel 1568 ritornò sotto la giurisdizione di Faenza, nello Stato Pontificio, ma riuscì ad ottenere magistrature proprie ed autonomia amministrativa.
Nel 1688 il paese fu quasi interamente distrutto da un terremoto.

### Risorgimento e Unità d'Italia
Russi fece parte dello Stato della Chiesa fino al 1859, quando i territori della Legazione delle Romagne furono occupati dalle truppe del Regno di Sardegna. Russi annovera alcuni personaggi che furono protagonisti del periodo risorgimentale: i Farini (in testa Domenico Antonio Farini) e i Baccarini diedero alto prestigio al paese e alla nazione in campo politico e sociale, i Babini ed altri in quello economico-industriale, provocando un radicale cambiamento nella vita economica del paese e imponendosi in campo internazionale.
Nei moti del 1831 Russi fu il primo paese di Romagna ad insorgere, ma a fare le maggiori spese di tale insurrezione fu, il 31 dicembre del 1834, lo stesso Farini, che in un'imboscata venne colpito a morte. Da quell'anno fino alla presa di Roma, ben 367 furono le presenze di russiani in moti e guerre per l'indipendenza d'Italia.
L'eredità morale e politica di Domenico Antonio Farini proseguì comunque con il nipote Luigi Carlo, che diventerà più tardi Dittatore dell'Emilia e Presidente del Consiglio dei ministri del Regno d'Italia. Sempre su quelle orme si muoveranno poi il ministro Alfredo Baccarini e Domenico Farini, figlio di Luigi Carlo, Presidente della Camera e del Senato.
Dopo l'unità d'Italia ebbero inizio a Russi nuove attività economiche. Il paese, da centro prevalentemente agricolo, iniziò i primi passi verso l'industria e il commercio (già fiorente in seno alla cittadina dal XVI secolo).

### XX secolo e XXI secolo
Durante l'alluvione dell'Emilia-Romagna del maggio 2023, una parte del territorio comunale di Russi è stata allagata.

### Simboli
Lo stemma è stato concesso con regio decreto del 16 giugno 1878 e lettere patenti del re Umberto I del 28 ottobre 1878, con cui viene concesso anche il titolo di Città a Russi, per aver dato i natali a Luigi Carlo Farini, in occasione del ritorno nel paese natale della sua salma.
(R.D. del 16 giugno 1878)
La torre ricorda la Rocca e compare già in uno stemma dipinto anteriormente al 1520 nella residenza del municipio.
Il gonfalone è un drappo di azzurro.

## Monumenti e luoghi d'interesse

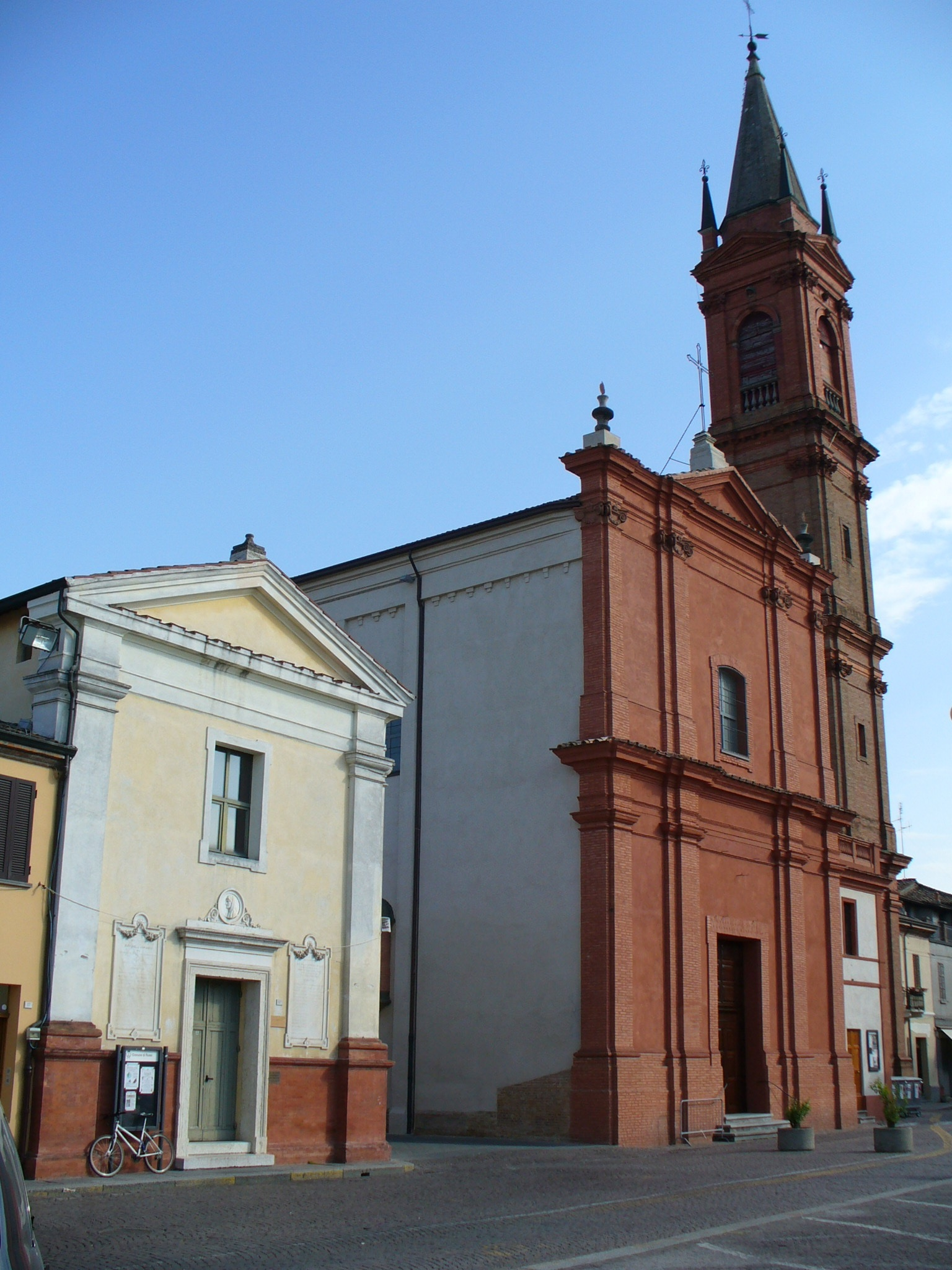
La chiesa arcipretale e la chiesetta in albis in piazza Farini

### Architetture religiose
- Chiesa di Sant'Apollinare - di costruzione settecentesca, è la chiesa del santo patrono cittadino;
- Pieve di Santo Stefano in Tegurio – Sita nella frazione di Godo, risale all'VIII secolo;
- Pieve di San Pancrazio[11] - dà il nome al centro abitato omonimo, sito a 4 km da Russi ed ecclesiasticamente in diocesi di Forlì (così come la vicina frazione di Chiesuola). Le due pievi rappresentano splendidi esempi di antica arte religiosa in stile romanico;
- Chiesa dell'Addolorata - anch'essa edificata nel XVIII secolo, all'interno è conservata l'immagine della Madonna dei Sette Dolori tanto cara ai russiani. Il suo culto risale almeno al XVII secolo, quando si insediò in paese un convento di frati Serviti. In suo onore si celebra la «Fìra d'j Sët dulur» (vedi Infra).

Le chiese di Russi
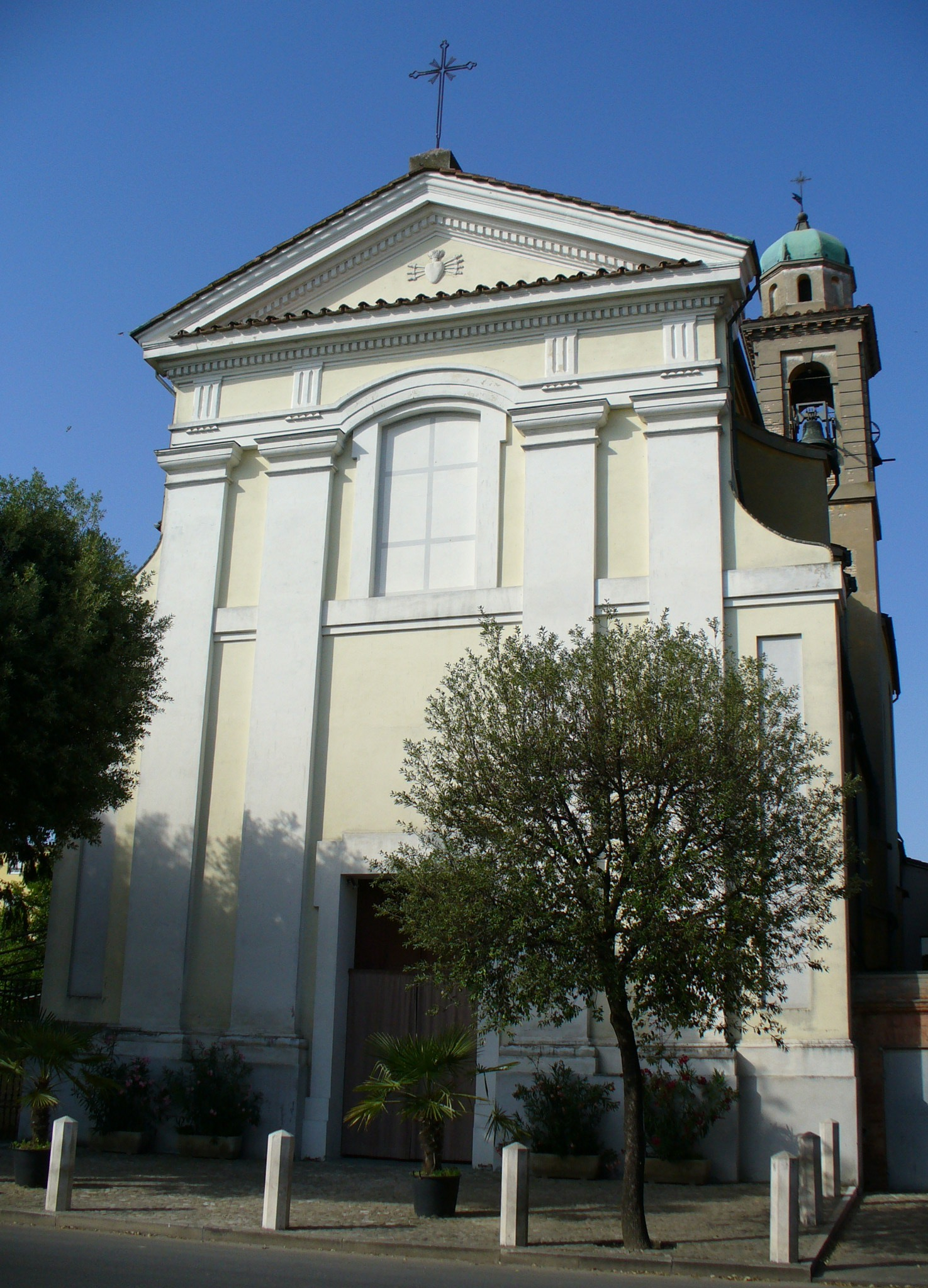
La chiesa detta "dei Servi"
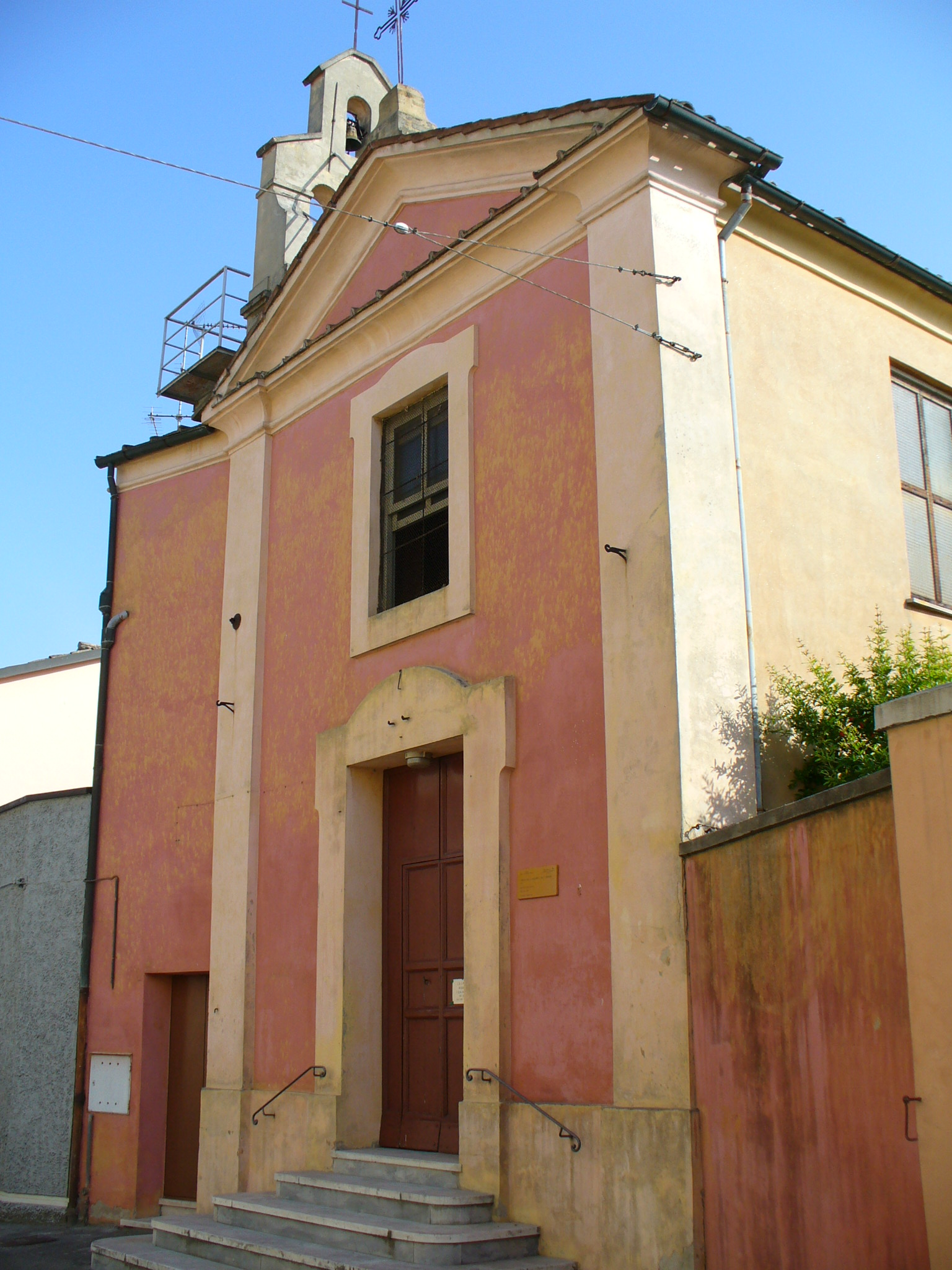
La chiesa del Carmine
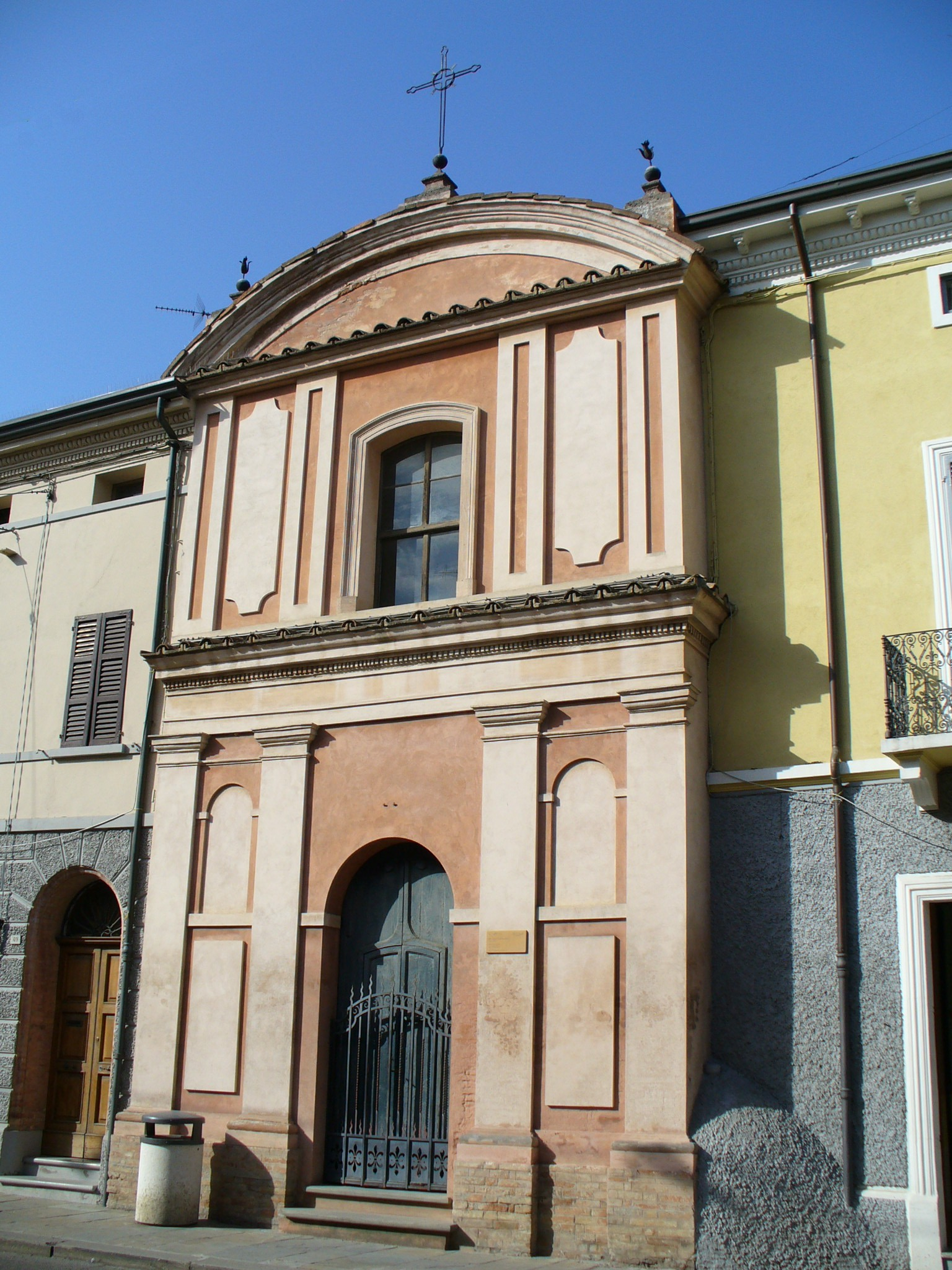
La chiesa di San Francesco

### Architetture civili

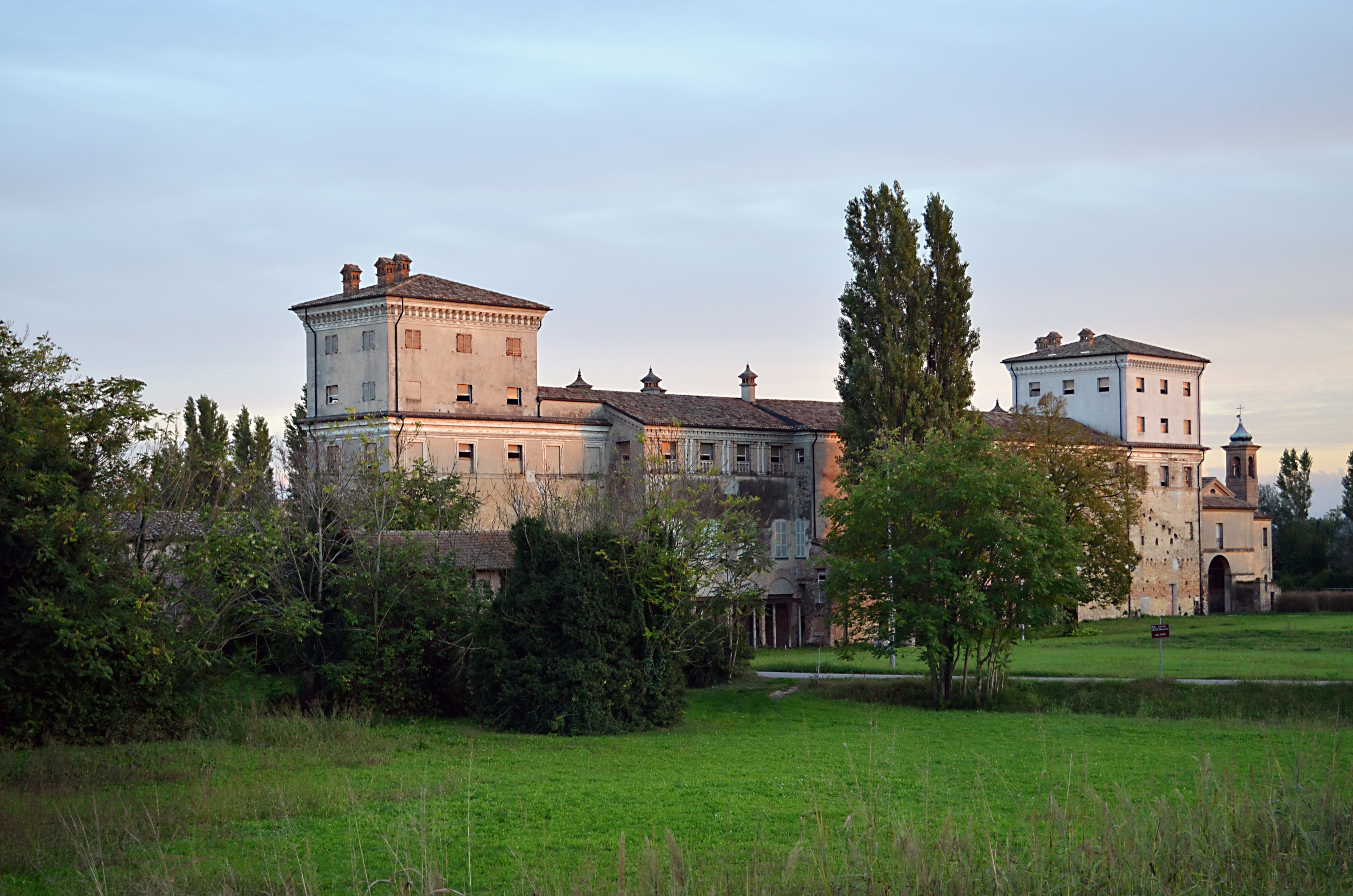
Palazzo San Giacomo

- Palazzo San Giacomo o Palazzo Rasponi. Il complesso seicentesco, residenza estiva dei conti Rasponi, si erge nei pressi dell'argine del fiume Lamone. Al suo interno si conservano splendidi affreschi a tema mitologico ed allegorico.

### Architetture militari
- Rocca – Fortilizio trecentesco, voluto dalla potente famiglia dei Da Polenta di Ravenna. Oggi ospita raccolte museali.
- Torrioni - Lungo il percorso dell'antico "Castrum" si possono ammirare ancora oggi alcuni torrioni che ne fortificavano il presidio militare. In particolare, quello di Nord-Est nei pressi dei giardini pubblici che appartenne anche alla nota famiglia "Farini", poi donato al Comune e quello di via E. Babini, appartenuto alla ditta F.lli Babini, importante azienda produttrice di cuscini e materassi in penne d'oca fino ai primi decenni del '900.

### Siti archeologici

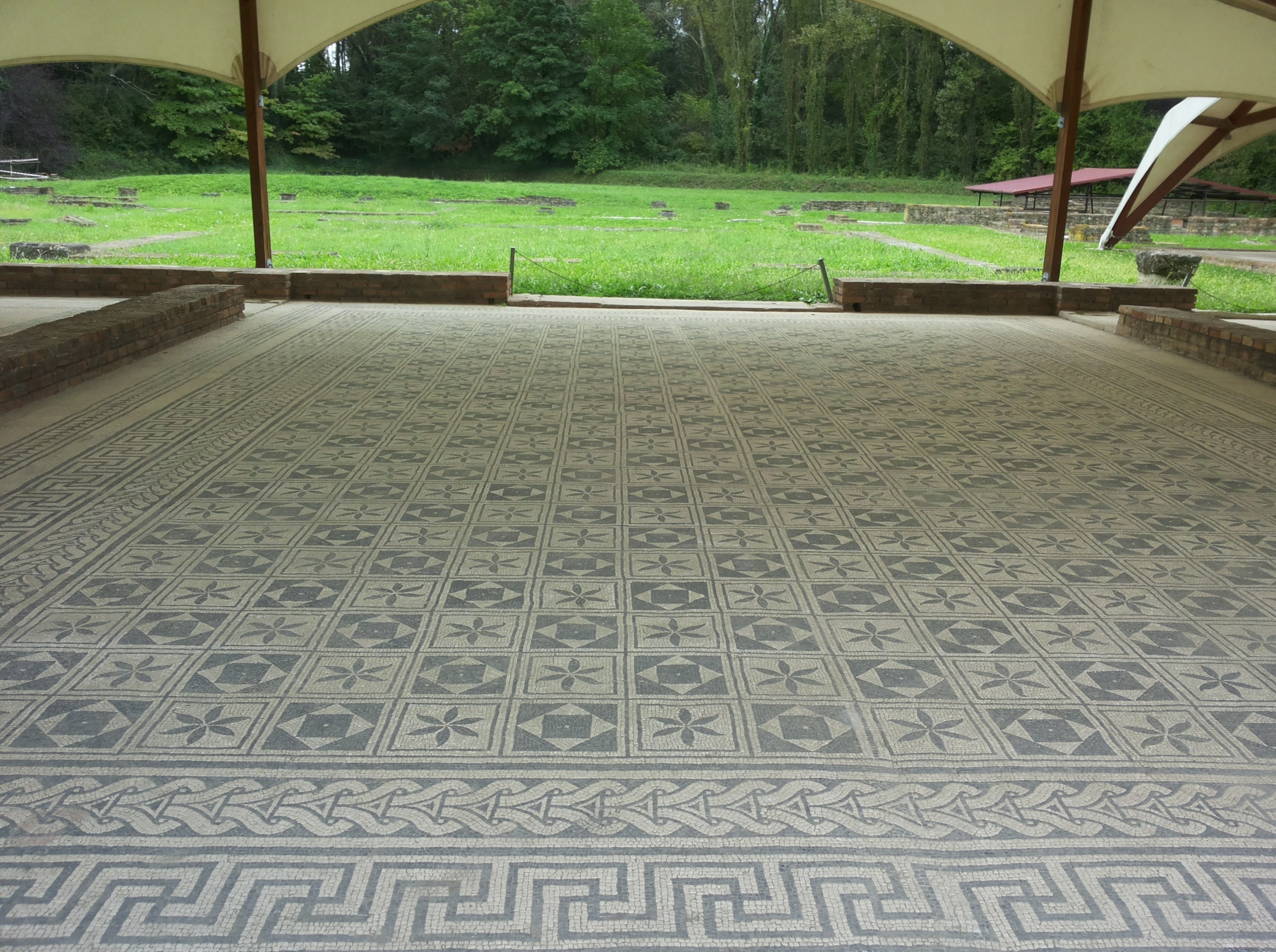
I mosaici della villa romana

- Villa romana – In epoca romana l'abitazione fu a capo di un lotto della centuriazione. La sua origine è databile al I secolo a.C.; rimase attiva fino almeno al IV secolo d.C. Riscoperta nel 1939, oggi ne rimangono le fondamenta e i pavimenti a mosaico. Reperti archeologici sono conservati nel museo sito nella Rocca di Russi.

### Aree naturali
- Nel territorio comunale si trova un'area di riequilibrio ecologico dell'estensione di 132 ettari denominata Bacini di Russi e Fiume Lamone[12]. Si tratta di una vasta superficie comprendente la vegetazione ripariale del fiume Lamone, l'area naturalistica attorno alla Villa romana, l'area agricola circostante Palazzo San Giacomo e le vasche dell'ex zuccherificio. Nell'area sono ricompresi i tipici ambienti della bassa pianura russiana: bosco igrofilo, bosco mesofilo, praterie umide e allagate, prato stabile, stagno.

## Società

### Evoluzione demografica
Abitanti censiti

### Etnie e minoranze straniere
Al 31 dicembre 2023 la popolazione straniera era di 1226 persone, pari al 9,62% dei residenti.

## Cultura

### Musei

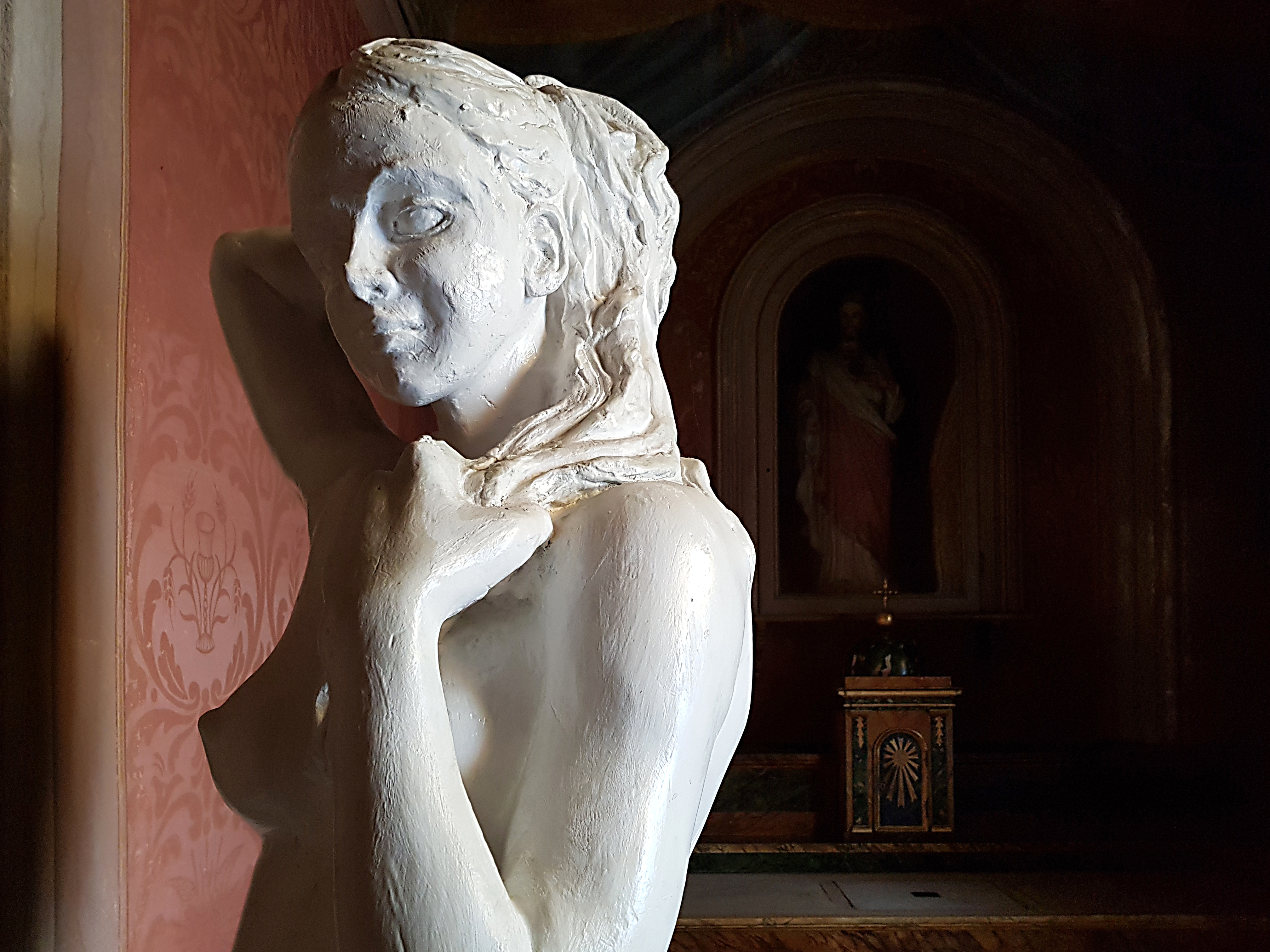
Statua al Museo civico

- Museo civico: riunisce le raccolte che, conservate in diversi luoghi del paese, dal 1997 sono state collocate all'interno della Rocca trecentesca. Le opere sono state classificate in tre gruppi: museo archeologico (coi reperti della Villa romana), pinacoteca e fondo archivistico "Alfredo Baccarini"; il museo è chiuso e visitabile solo su appuntamento presso il Comune di Russi o con la collaborazione della locale Pro Loco Russi;
- Museo della vita contadina in Romagna (nella frazione San Pancrazio), che conserva oggetti che documentano la via rurale nel territorio di San Pancrazio e Russi;
- Museo dell'arredo contemporaneo (sito lungo la Strada San Vitale in direzione Ravenna), riepiloga la storia dell'arredo dal 1880 al 1980;
- Raccolta di ceramica rustica romagnola e di campane;
- Raccolta etnologica Romagnola.

### Gastronomia
Piatto tipico di Russi è il bel e cot, prodotto con muscolo di maiale, golela, testa disossata e cotenna, servito su fette di pane fragrante. Le carni vengono condite con sale grosso, pepe, chiodi di garofano, cannella, noce moscata e zucchero.
La canèna è un vino novello di prima spremitura, quasi una sorta di mosto fatto con uve di cui si andava perdendo la coltivazione; è aspro ma con un retrogusto dolce tipico del mosto appena spillato; si accompagna in maniera ideale al bel e cot. Si ricordano le cantine del Palazzo San Giacomo, in cui veniva fatto riposare il vino delle varietà Canena, Trebbiano e Uva d'Oro.

### Eventi e manifestazioni

#### Fîra d'i sett dulür
La Fîra d'i sett dulür (Fiera dei sette dolori) è la più antica sagra della provincia di Ravenna. risale, infatti, al XVII secolo, ed era legata all'ordine dei frati Serviti in quel tempo presenti a Russi. Celebrava la Madonna dei sette dolori e venne istituzionalizzata da Innocenzo XI nel 1688.
Si svolge nella terza settimana di settembre e presenta un'ampia offerta di eventi musicali e culturali nonché appuntamenti gastronomici con specialità locali. Il piatto simbolo della sagra è il bel e cot, una tipicità di Russi (vedi Gastronomia).
Storia della Fira
A Russi e alla Fira di sétt dulur è dedicata anche la canzone in romagnolo che appartiene alla tradizione popolare La cânta d' Ross (La canzone di Russi):
La festa venne ripristinata, dopo essere stata sospesa nel 1798 su editto di Napoleone Bonaparte, solo nel 1815, con il ritorno della Romagna sotto l'egida pontificia. A quel tempo, la festa era solo religiosa e consisteva in una processione e una questua che serviva a supportare le spese. Nel 1861 il comune riconobbe la Confraternita dei 7 dolori, disponendo che la festa si tenesse nella terza domenica di settembre. Contestualmente gli esercizi di arti e mestieri iniziarono a beneficiare del passaggio della festa religiosa e fiera di paese.
In considerazione di ciò, nel 1871 la festa cambiò nome divenendo Fiera di bestiame detta dell'Addolorata. La fiera di bestiame e si svolgeva nel Foro Boario. Nel 1877 la festa si sviluppò ulteriormente tanto che venne istituito un treno speciale da Ravenna che portasse visitatori ad assistere alla corsa dei cavalli berberi e agli spettacoli pirotecnici con i fuochi di artificio.
Dopo la sospensione per la prima guerra mondiale venne istituito nell'ambito della fiera il luna park con giostre e tirasegni. Alla fine della seconda guerra mondiale la festa ha avuto un ulteriore miglioramento e ha cambiato ancora nome da Fiera dell'Addolorata a Fira di set dulur. Ad arricchire la parte spettacolare si è iniziato a rappresentare grandi opere ed operette all'interno del teatro, mentre hanno continuato a tenersi le corse di cavalli berberi e la mostra del bestiame che è stata soppressa dagli anni ottanta.
La Fira continua comunque a essere un'attrazione del paese che nei giorni del suo svolgimento si veste a festa. Cantastorie provenienti da ogni regione d'Italia animano la scena e la domenica sera e il lunedì ci sono i fuochi artificiali che attirano persone da ogni parte della provincia (interessate in particolare a la girandola e ai fuochi sui pali).

#### Festival Internazionale del Folklore
Dal 1988 al 2019 il Gruppo Canterini Romagnoli "Città di Russi" ha organizzato il Festival Internazionale del Folklore.

#### Libri mai mai visti
Fino all'anno 2015 si è tenuta a Russi la mostra annuale dei Libri mai mai visti, organizzata dall'associazione locale VAri Cervelli Associati (VACA). La mostra presentava le opere migliori, in una sorta di concorso di bellezza dell'assurdo, a cui potevano partecipare libri realizzati in materiali improbabili, o a partire da un'idea curiosa, o contenenti storie raccontate per materiali, disegni e parole difficilmente commercializzabili da un editore, in quanto opere d'artista fuori standard.

La mostra richiamava curiosi anche da città lontane. Nel 2000 venne presentata a New York presso la New York University e negli anni seguenti diventò itinerante, venendo presentata anche all'Istituto Italiano di Cultura a Parigi, alla Biblioteca Classense di Ravenna, al Museo dell'illustrazione di Ferrara e alla Biblioteca comunale di Imola, e nel 2006 al Circolo dei Lettori di Torino all'interno della programmazione di Torino capitale mondiale del libro.

Nel 2007 fu creato un Fondo per raccogliere una selezione delle migliori opere, conservato a Russi.

La manifestazione, sospesa nel 2016 per mancanza di fondi, è stata riproposta nel 2019 a Ravenna.

## Economia

### Artigianato
Per quanto riguarda l'artigianato, Russi è rinomata soprattutto per i laboratori di oreficeria e di gioielleria.

## Infrastrutture e trasporti

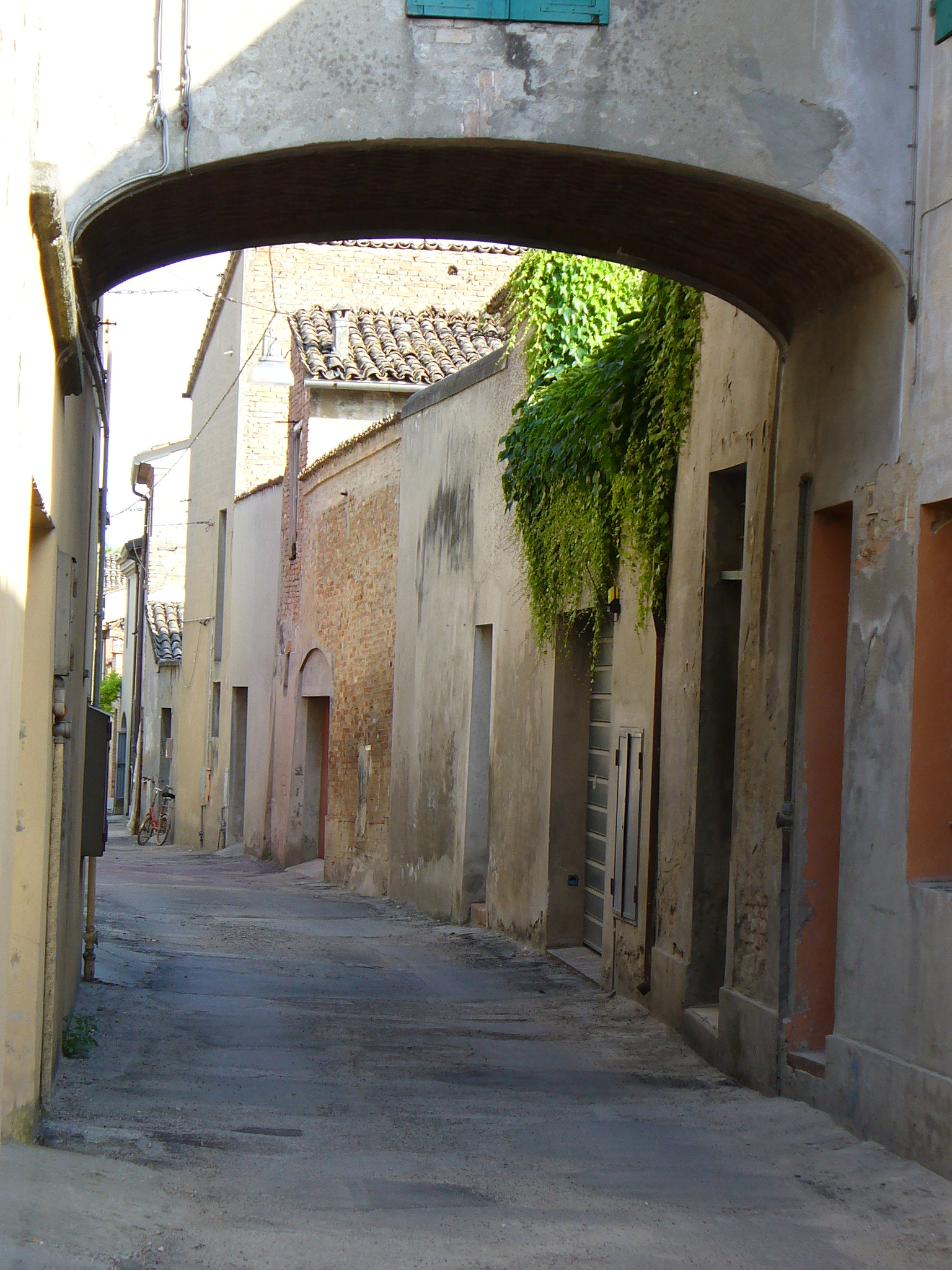
Scorcio di vicolo Farini

### Strade
L'abitato viene attraversato dall'ex strada statale 302 Brisighellese Ravennate, che a nord-est di Russi si innesta con l'ex strada statale 253 San Vitale, che collega Ravenna con Bologna. Entrambe le strade sono oggi classificate come provinciali.

### Ferrovie
Il comune è attraversato dalla ferrovia Castelbolognese-Ravenna e dalla Faenza - Ravenna ed è servito dalla propria stazione ferroviaria in piazzale Lanzoni.

## Amministrazione

### Sindaci precedenti
| Periodo           | Periodo          | Primo cittadino   | Partito                                                    | Carica  | Note                                             |
| ----------------- | ---------------- | ----------------- | ---------------------------------------------------------- | ------- | ------------------------------------------------ |
| 24 marzo 1946     | 27 maggio 1951   | Pietro Bertoni    | Partito Socialista Italiano                                | Sindaco |                                                  |
| 27 maggio 1951    | 22 novembre 1964 | Bruno Bucci       | Partito Repubblicano Italiano                              | Sindaco | Confermato nel 1956 e nel 1960.                  |
| 22 novembre 1964  | 7 giugno 1970    | Luigi Venturi     | Democrazia Cristiana                                       | Sindaco |                                                  |
| 7 giugno 1970     | ...              | Bruno Bucci       | Partito Repubblicano Italiano                              | Sindaco | 2ª volta                                         |
| ...               | ...              | ...               |                                                            | Sindaco |                                                  |
| 30 settembre 1985 | 1º agosto 1990   | Edgardo Bendandi  | Partito Repubblicano Italiano                              | Sindaco |                                                  |
| 2 agosto 1990     | 10 giugno 1992   | Remo Cavallo      | Partito Socialista Italiano                                | Sindaco |                                                  |
| 11 giugno 1992    | 12 giugno 2004   | Daniele Bolognesi | Partito Democratico della Sinistra Democratici di Sinistra | Sindaco | Confermato il 24 aprile 1995 e il 14 giugno 1999 |
| 13 giugno 2004    | 6 giugno 2009    | Pietro Vanicelli  | Indipendente di centro-sinistra                            | Sindaco |                                                  |
| 7 giugno 2009     | 27 maggio 2019   | Sergio Retini     | Partito Democratico                                        | Sindaco | Confermato il 27 maggio 2014.                    |
| 27 maggio 2019    | in carica        | Valentina Palli   | Partito Democratico                                        | Sindaco | Confermata il 10 giugno 2024.                    |

### Gemellaggi
- Saluggia (dal 1995)
- Bopfingen (dal 1996)
- Beaumont (dal 2004)
- Podbořany (con Patto di amicizia)
- Montescudo-Monte Colombo (dal 2023)

La città di Russi è stata insignita nell'anno 2008 dalla Comunità Europea con la "Bandiera d'onore".

## Sport
La manifestazione sportiva più importante che si tiene a Russi è la Maratona del Lamone, organizzata dal G.S. Lamone. 
Nata nel 1977, è la maratona più antica dell'Emilia-Romagna, seconda in Italia solo alla Maratona del Mugello. 
Questa maratona fa parte del Trittico di Romagna, insieme alla 50 km di Romagna e alla 100 km del Passatore, per il quale viene stilata una particolare classifica. 
A Russi giocano: 
- La squadra di baseball di Godo in Serie A
- la squadra di calcio a 5 che milita in Serie A2[23]
- la squadra calcistica dell'Unione Sportiva Russi nel campionato di Eccellenza[24]
- la società sportiva di pallavolo A.S.D. Olimpia Russi
- la squadra di pallacanestro Basket Club Russi
- La ginnastica
- Le giovanili del calcio dai 2018 alla Juniores
- le giovanili di pallacanestro maschile e femminile
- L'eudora squadra di ragazze che giocano a pallacanestro sia a Russi che a ravenna
- le giovanili della pallavolo